# Neoneura schreiberi
Neoneura schreiberi – gatunek ważki z rodziny łątkowatych (Coenagrionidae). Występuje na terenie Ameryki Południowej.